# Phileris possompesi
Phileris possompesi är en tvåvingeart som beskrevs av Tsacas 1976. Phileris possompesi ingår i släktet Phileris och familjen rovflugor. Inga underarter finns listade i Catalogue of Life.